# 윤평국
윤평국(尹平國, 1992년 2월 8일 ~ )은 대한민국의 축구 선수로 포지션은 골키퍼이며 현재 K리그1 포항 스틸러스 소속이다.

## 수상

### 구단

#### 상주 상무
- K리그 챌린지
  - 우승 1회 : 2015

#### 광주 FC
- K리그2
  - 우승 1회 : 2019

#### 포항 스틸러스
- 코리아컵
  - 우승 2회 : 2023, 2024